# Trichosalpinx scabridula
Trichosalpinx scabridula är en orkidéart som först beskrevs av Robert Allen Rolfe, och fick sitt nu gällande namn av Carlyle August Luer. Trichosalpinx scabridula ingår i släktet Trichosalpinx och familjen orkidéer. Inga underarter finns listade i Catalogue of Life.